# Калиновка (Первозвановская сельская община)
Кали́новка (укр. Калинівка) — село в Первозвановской сельской общине Кропивницкого района Кировоградской области Украины
Население по переписи 2001 года составляло 868 человек. Почтовый индекс — 27653. Телефонный код — 522. Код КОАТУУ — 3522583601.